# 天保民
天保民，惠特利的保民男爵（Timothy Wentworth Beaumont, Baron Beaumont of Whitley，1928年11月22日—2008年4月8日），天保民（Tim Beaumont）是更為人所知的名稱。英國聖公會牧師及政治家，早年在香港傳道，後來返英投身政界，曾任自由黨主席，晚年又轉投綠黨，生前任上議院議員，為綠黨第一名進入英國國會的議員。

## 生平

### 早年事蹟
天保民在1928年11月22日生於英國，其父親邁克爾·保民少校（Major Michael Beaumont）曾任保守黨的下議院艾爾斯伯里（Aylesbury）選區議員；至於其祖父赫伯特·保民（Hubert Beaumont）曾自1906年至1910年代表激進黨出任下院伊斯特本選區議員；天保民的曾祖父則是溫特沃思·保文，第一代艾倫代爾男爵。
天保民的母親是菲芙·皮斯（Faith Pease），她在天保民六歲的時候就已經去世。而天保民的外祖父則是自由黨政治家若瑟夫·艾伯特·皮斯，第一代蓋恩福德男爵。
天保民早年先後入讀伊頓公學及高登斯頓學校，後來升讀牛津大學基督教堂學院，主修農業，並且是布靈頓會的成員，期間曾創立了賭博會（Wagers club）。從牛津以第四名成績畢業後，天保民選擇到劍橋的威斯考特府接受聖職培訓，學成後在1955年前往香港，並獲按立為會吏，後來又在1956年於九龍獲按立為牧師。

### 教會經歷
自1955年至1957年，天保民曾在香港中環的聖約翰座堂擔任助理牧師，其後在1957年至1959年擔任九龍塘基督堂的教區牧師。未幾，由於他從父親繼承得大批遺產而返回英國，並先後居於倫敦梅菲爾（Mayfair）及漢普斯特等高尚住宅區。此外，他又自1960年至1963年擔任羅契斯特路聖士提反堂之榮譽副牧師，同時自1960年至1965年代表倫敦主教轄區出席教會議會。
天保民由此開始熱心於教會改革，除了支持當時的教區與民眾運動外，亦先後擔任過政治周刊《順流逆流》（Time and Tide）以及教會改革雜誌《棱鏡》（後改名《新基督徒》，復與《美國基督徒世紀》合併）的編輯。由於其個人的生活方式以及對教會的觀點與其教會職務存有衝突，最後他在1973年辭去所有聖職。
在1984年，天保民重新擔任聖職，並在1986年於南華克主教轄區內的基尤出任聖腓力、諸聖以及聖路加堂的主理牧師，至1991年正式退休。

### 政治生涯
天保民曾對自由黨進行大量捐助，這使他在1962年至1963年成為該黨的聯合名譽司庫。在1967年，他獲策封為自由黨終身貴族，頭銜為大倫敦柴爾山，惠特利的保民男爵（Baron Beaumont of Whitley, of Child's Hill in Greater London）。天保民自1967年至1968年曾任自由黨主席（Chairman），1969年至1970年改任會長（President）。在國會內，天保民在1986年以前一直為自由黨在教育及藝術事務的發言人。另外，他亦曾經是自由黨在歐洲委員會內的領袖，也曾自1978年至1980年出任綠聯盟的協調人。
自由黨在1988年改組為自由民主黨後，天保民亦過渡到新政黨。但由於他不同意該黨支持自由貿易的立埸，結果在1999年轉投綠黨，並成為該黨在農業事務上的發言人。
在2006年5月，天保民曾在上院引入一條草案，建議計劃「禁止在醫院公共範圍及公共交通內播放吵耳的音樂以及電視節目，而在醫院公共範圍及公共交通內聽音樂必須戴上耳機」，有關草案引起了不少討論。天保民晚年亦強烈建議綠黨應設置首席發言人一職以取代黨魁，並自言「從政60年只曾遇過一個好黨魁」。

### 其他工作
天保民曾經是跨性別平等運動團體迫切改變（Press for Change）的贊助人。他自1969年至1971年曾任雅賓利信託主席，該信託主張進行同性戀法律改革；他後自1971年至1973年出任智障及多重殘障研究所主席；1973年至1979年出任英國電影學會聯合會主席，以及是教會反貧窮行動的執行委員會成員。
天保民曾在1980年擔任安樂死團體「出口」（後改名自願安樂死學會）之主席。此外，他亦曾出版多本書籍，當中計有在1972年出版《自由黨烹飪手冊》（Liberal Cookbook）；1976年至1980年在《倫敦新聞畫報》的食物專欄內撰文；後在1976年將詹姆士·阿格特（James Agate）的日記編輯結集成《選擇性自我》（The Selective Ego）出版；在1997年，他出版了另一著作，名為《黃磚石路的盡頭》（The End of the Yellowbrick Road）。

### 晚年
天保民五十多歲時曾經心臟病病發，此後他決定戒酒。天保民晚年定居於倫敦克拉彭（Clapham），2008年4月8日在倫敦聖托馬斯醫院病逝，終年79歲，他臨終前數星期已因病送院，死時遺下妻子、一名兒子及兩名女兒。

## 家庭
天保民在1955年前往香港前與瑪麗·露絲·沃科普（Mary Rose Wauchope）結婚。沃科普乃查爾斯·愛德華·沃科普中校（Lt.-Col. Charles Edward Wauchope）之女兒，亦為安東尼·岩士唐-鍾斯，第一代史諾頓伯爵之表妹。天保民夫婦兩人育有兩子兩女，還有十名孫子孫女；其中二子阿拉里克在1980年因交通意外身亡。天保民夫婦之子女分別是：
- 赫伯特·溫特沃思·保文閣下 （Hon. Hubert Wentworth Beaumont，1956年4月13日─）
- 阿拉里克·查爾斯·布萊克特·保文閣下 （Hon. Alaric Charles Blackett Beaumont，1958年4月22日─1980年12月2日）
- 阿塔蘭忒·岩士唐·保文閣下 （Hon. Atalanta Armstrong Beaumont，1961年─）
- 阿里阿德納·格雷西·保文閣下 （Hon. Ariadne Grace Beaumont，1963年─）

## 榮譽

### 殊勳
- 終身貴族 （1967年12月6日[2]）

### 以他命名的事物
- 天保民學校（Mary Rose School）：位於香港九龍仔聯福道，由聖公會基督堂於1970年創立，該校由天保民捐建，學校之英文名以其妻命名，是香港首間為特別兼收輕、中度智障兒童而設計的學校[3]。

## 部份著作

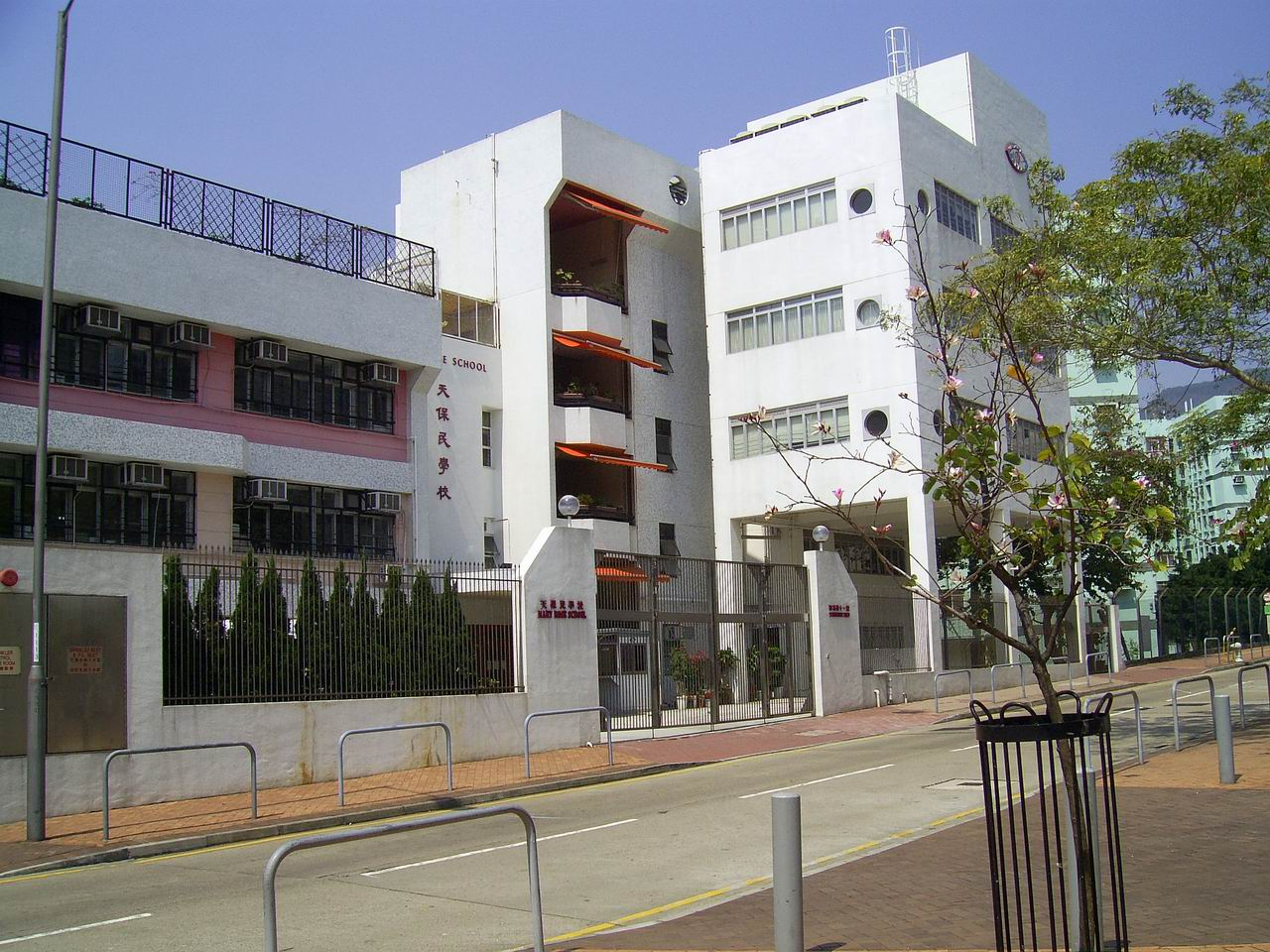
位於九龍仔的天保民學校。

- Modern Religious Verse，1965年。
- The Liberal Cookbook，1972年。
- The Selective Ego: the diaries of James Agate，1976年。
- Where Shall I Place My Cross?，1987年。
- The End of the Yellowbrick Road，1997年。

## 注腳
1. ↑  . Peerage.com.   [2008-05-25]. （原始内容存档于2020-11-27） （英语）.
2. ↑  .   [2008-04-11]. （原始内容存档于2008-03-08）.
3. ↑   (PDF). 天保民學校. : 2  [2012-03-06] （中文（繁體））.[]

## 外部連結
- 綠黨悼文 （页面存档备份，存于）
- The Peerage - Profile （页面存档备份，存于）
- 天保民學校 （页面存档备份，存于）